# Penicula
Penicula es un género de mariposas de la familia Hesperiidae.

## Descripción
Especie tipo por designación original Pamphila bryanti Weeks, 1906.

## Diversidad
Existen 7 especies reconocidas en el género, todas ellas tienen distribución neotropical.